# Ettadhamen-Mnihla
Ettadhamen-Mnihla, ook At-Tadaman (Arabisch: التضامن) is een voormalige gemeente in Tunesië in het gouvernement Ariana. Het is een voorstad van Tunis.
Bij de volkstelling van 2014 telde Ettadhamen-Mnihla 196.298 inwoners, waarmee het de op drie na grootste stad van het land is, na Tunis, Sfax en Sousse.
In 2016 splitsten ze in twee verschillende gemeenten Ettadhamen en Mnihla. 